# Kōji Yamamura
Pour les articles homonymes, voir Yamamura.
Kōji Yamamura (山村・浩二, Yamamura Kōji) est un animateur, réalisateur et scénariste de films d'animations japonais. Il est né le 4 juin 1964 à Nagoya dans la préfecture d'Aichi, au Japon.
Il jouit d'une très forte reconnaissance parmi ses homologues et est considéré comme un des fers de lance de l'animation indépendante japonaise. Son court métrage Le Mont Chef (Atama Yama) a été récompensé dans de nombreux festivals d'animation à travers le monde et a été sélectionné aux Oscars 2003.

## Biographie
Yamamura fait ses premiers films d'animation à 13 ans. Il suit des études artistique de peinture à l'Université Zōkei de Tokyo (en) (Tōkyō zōkei daigaku) entre 1983 et 1987 pendant lesquels il travaille pour le cinéma en tant qu'artiste sur des modélisations d'effets spéciaux. C'est également dans cette période qu'il découvre l'animation et les films courts du Canada, de l'Europe ou de Russie, en particulier Ishu Patel (en), Iouri Norstein et Priit Pärn (en).
Une fois diplômé, il travaille pour Mukuo Studio, Inc.. En 1989, il décide de se mettre à son compte et en 1993 il fonde la Yamamura Animation, Inc. avec sa femme Sanae Yamamura, également artiste peintre. Il est actuellement sous-président de l'Association japonaise d'animation et membre du conseil d'administration de la branche japonaise de l'Association internationale du film d'animation.
Depuis 2008, Koji Yamamura est professeur à l'université des arts de Tokyo (東京藝術大学, Tōkyō Geijutsu Daigaku), où il enseigne l'animation 2D et accompagne les étudiants pour la post-production de leurs films,.
En 2013, il ouvre le magasin et galerie Au Praxinoscope, dédié à l'animation.

## Reconnaissance internationale
L'œuvre de Kōji Yamamura est révélée en France en 1999 par le festival Nouvelles images du Japon puis, en 2000, au Festival d'un Jour à Valence où Xavier Kawa-Topor et Ilan Nguyên organisent la première rétrospective de son œuvre. La consécration internationale vient avec Le Mont Chef, premier court-métrage japonais à recevoir le Grand prix du Festival international du film d'animation d'Annecy. Le film obtient également le grand prix du Festival international du film d'animation d'Hiroshima, de l'Animafest Zagreb et il est nommé aux Oscar du meilleur court métrage d'animation en 2003. En 2010, le réalisateur obtient à nouveau le Grand prix du festival d'Hiroshima pour son film Un médecin de campagne.
Il est lauréat du Prix Klingsor 2022 (pour l'ensemble de son œuvre) à la Biennale d'animation de Bratislava.

## Technique
Kōji Yamamura utilise divers matériaux pour ses films d'animation et, mis à part les voix et la musique, il en réalise intégralement l'aspect technique (tous les intervalles et les scènes clés). Son œuvre personnelle se compose uniquement de courts métrages. Il a cependant réalisé de courtes séquences animées pour la télévision ainsi que des clips. Il travaille également en tant qu'animateur, en particulier pour des films publicitaires.
Il a réalisé des films en pâte à modeler (en stopmotion), et des dessins animés mélangeant technique de dessin traditionnel puis coloration, animation et montage sur ordinateur.
Pour chaque film, il expérimente de nouvelles techniques et essaye de nouveaux styles. Dans une interview, il explique sa façon de travailler : « Mon approche est d'explorer les styles selon mes intérêts du moments ». «Je peux me permettre de repartir à zéro sur chaque projet et explorer des approches différentes dans mes œuvres. ».

## Influences
Les films de l'ONF (Office national du film du Canada) qu'il visionne à l'université l'ont particulièrement marqué. Parmi ceux-ci, les films d'Ishu Patel, qu'il découvre lors du festival d'animation d'Hiroshima, en 1985, sont l'une de ses principales influences. Koji Yamamura cite également Iouri Norstein et Pritt Pärn. Selon lui, tous ces films l'ont poussé à se spécialiser dans le cinéma d'animation. Il décrit sa rencontre avec les œuvres d'Ishu Patel comme un déclic, qui l'a décidé à réaliser ses propres films ,.

## Œuvre
- 1985 : Nature history
- 1985 : One night serenade
- 1987 : Suisei (« Aquarium »)
- 1989 : Hyakka zukan (« Pictionnaire »)
- 1990 : Enkinhou no hako-Hakase no sagashimono (« Perspectives »)
- 1991 : Fushigina Erebeta (« L'ascenseur »)
- 1993 : Karo to Piyobuto "Ōchi"  (« Karo & Piyobuto "Maison" »)
- 1993 : Sandoittchi (« Sandwitch »)
- 1993 : Ame no hi (« Jour de pluie »)
- 1995 : Pacusi
- 1995 : Kipling Jr.
- 1995 : Kodomo no Shiro (« Château d'enfant »)
- 1996 : Bavel no Hon (« Le livre de Bavel »)
- 1998 : Chikyu Rokkotu Otoko (« Mr.Rib Globe »)
- 1999 : REMtv CARP
- 1999 : Dottini Suru ? (« Quel est ton choix ? »)
- 2002 : Le Mont Chef (頭山, Atama Yama?) (d'après un ancien rakugo du même nom)
- 2003 : Omake (« Pièces »)
- 2003 : Fuyu no Hi (« Jours d'hiver »)
- 2005 : Le vieux crocodile, basé sur le texte et les illustrations de l'Histoire du vieux crocodile (1923) de Léopold Chauveau.
- 2007 : Man & Whale (« homme et baleine », film pour une campagne de la protection des baleines de Greenpeace).
- 2007 : A Country Doctor (カフカ 田舎医者, Kafuka inaka isha?) (adapté de l'œuvre de Franz Kafka)
- 2007 : A Child's Metaphysics (こどもの形而上学, kodomo no keijijōgaku)
- 2016 : Parade de Satie (adapté de Parade, ballet créé par Erik Satie, Pablo Picasso et Jean Cocteau)
- 2016 : Notes on Monstropedia (怪物学抄, Kaibutsu-gaku)
- 2017 : Water Dream (水の夢, mizu no yume)
- 2021 : Pléthore de nords (幾多の北, Ikuta no Kita?)